# Relictopiolus galadriel
 (octobre 2021).
Genre
Espèce
Relictopiolus galadriel, unique représentant du genre Relictopiolus, est une espèce d'opilions laniatores de la famille des Kimulidae.

## Distribution
Cette espèce est endémique du Minas Gerais au Brésil. Elle se rencontre dans le parc national des Cavernas do Peruaçu à Itacarambi dans la grotte Gruta Olhos d'Água.

## Description
Le mâle holotype mesure 1,10 mm, les femelles mesurent de 1,04 à 1,11 mm.

## Étymologie
Cette espèce est nommée en référence à Galadriel.

## Publication originale
- Pérez-González, Ceccarelli, Monte, Proud, DaSilva & Bichuette, 2017 : « Light from dark: A relictual troglobite reveals a broader ancestral distribution for kimulid harvestmen (Opiliones: Laniatores: Kimulidae) in South America. » PLoS One, vol. 12, no 11, e0187919, p. 1–21 (texte intégral).